# Taranto

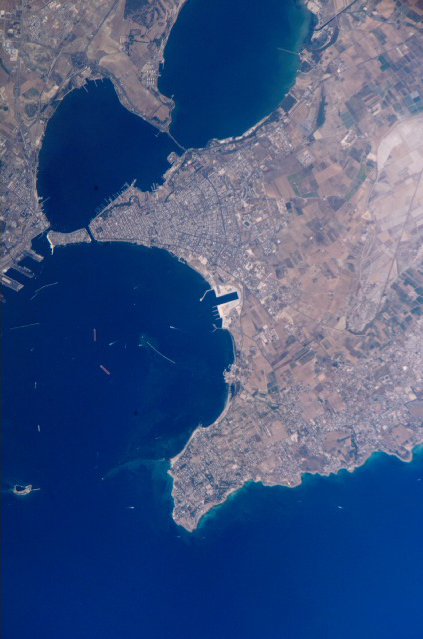
Nhìn từ vệ tinh (NASA).

Taranto (tiếng Latinh: Tarentum; tiếng Hy Lạp cổ: Τάρᾱς Tarās; tiếng Hy Lạp hiện đại: Τάραντας Tarantas; phương ngữ Taranto "Tarde") là thành phố ven biển ở Puglia, Nam Ý. Đây là thủ phủ tỉnh Taranto và là một trung tâm cảng thương mại quan trọng, là một căn cứ hải quân chính của Ý.
Đây là thành phố lục địa lớn thứ ba của Nam Ý, dân số năm 2001 là 201.349.
Taranto có các ngành công nghiệp sắt thép, lọc dầu, hoá chất, đóng tàu, chế biến thực phẩm.